# Karte Conservation Park
Karte Conservation Park är en park i Australien. Den ligger i delstaten South Australia, omkring 190 kilometer öster om delstatshuvudstaden Adelaide.
Trakten runt Karte Conservation Park är nära nog obefolkad, med mindre än två invånare per kvadratkilometer.. Närmaste större samhälle är Karte, nära Karte Conservation Park.
Omgivningarna runt Karte Conservation Park är i huvudsak ett öppet busklandskap. Genomsnittlig årsnederbörd är 362 millimeter. Den regnigaste månaden är juni, med i genomsnitt 52 mm nederbörd, och den torraste är december, med 11 mm nederbörd.